# Danmarks kyrka
Danmarks kyrka är en kyrkobyggnad i tätorten Danmark som tillhör Danmark-Funbo församling i Uppsala stift. Den ligger cirka 8 kilometer sydost om Uppsala. Kyrkan nämndes för första gången 1291. I närheten av kyrkan finns ett tiotal runstenar som har kristen text och kors inristat. Danmarks kyrka är en tegelkyrka vars äldsta delar är från 1300-talet. På slutet av 1400-talet fick kyrkan i stort sett det utseende som den har i dag. Kyrkans har därefter, både invändigt och utvändigt, tillbyggts och ändrats bland annat efter de bränder som härjade kyrkan 1699 och 1889.
I närheten ligger Linnés Hammarby och åren 1758–1778 var Danmarks kyrka Carl von Linnés hemkyrka.
Varifrån namnet Danmark härstammar vet man inte, men det finns flera teorier. Enligt Olaus Magnus Historia om de nordiska folken (7:15) har kyrkan för beständigt fått sitt namn efter fiendens hemland, enär den präktiga byggnaden uppförts för krigsbyte, som tagits från honom, och sålunda står där som ett evärdeligt minnesmärke över de fallna. En annan teori är att namnet kommer ifrån danskar och daner. Efterleden -mark betyder i gamla ortnamn skog eller skogskant. Danmark skulle således betyda "Danernas skog" och skulle kunna varit en plats där daner bott eller slagit sig ner. En ytterligare annan teori är att förleden dan- kommer ifrån fornnordiska ordet dank som betyder blöt eller sank.  Danmark skulle alltså betyda "skogen vid de sanka ängarna". Den senare teorin är den som har stöd av ortnamnsforskare i dag.

## Kyrkobyggnaden
Kyrkan har målningar av Johannes Rosenrod och Albertus Pictor. Kyrktuppen är från slutet av 1800-talet och fick år 1989 utnämningen Årets kyrktupp av föreningen Svenska kyrktuppsfrämjandet. Korfönstren är från 1958 och gjorda av Julia Lüning.

## Orgel
- 1767 byggde Niclas Söderström och Mattias Swahlberg den yngre en orgel med 10 stämmor.[2] Orgeln renoverades och tillbyggdes 1861 av Daniel Wallenström, Uppsala. Orgeln hade efter tillbyggnationen 12 stämmor.
- 1921 byggde Furtwängler & Hammer, Hannover, Tyskland en orgel med 20 stämmor, två manualer och pedal. Orgeln omdisponerades 1935 av Bo Wedrup, Uppsala. Orgeln flyttades till Bengtfors Missionskyrka.
- Den nuvarande orgeln byggdes 1958 av Marcussen & Sön, Aabenraa, Danmark. Orgeln är mekanisk med slejflådor och har ett tonomfång på 56/30. Orgeln står vid koret.

| Huvudverk I      | Bröstverk II    | Pedal          | Koppel |
| Rörflöjt 8´      | Gedackt 8'      | Subbas 16´     | I/P    |
| Principal 4´     | Rörflöjt 4´     | Gedackt 8´     | II/P   |
| Waldflöjt 2´     | Principal 2´    | Koppelflöjt 4´ | II/I   |
| Mixtur IV 1 1⁄3' | Nasat 1 1⁄3'    | Kvintadena 2'  |        |
| Dulcian 8'       | Sesquialtera II | Fagott 16'     |        |
|                  | Cymbel II       | Vox humana 4'  |        |
|                  | Tremulant       |                |        |

## Galleri

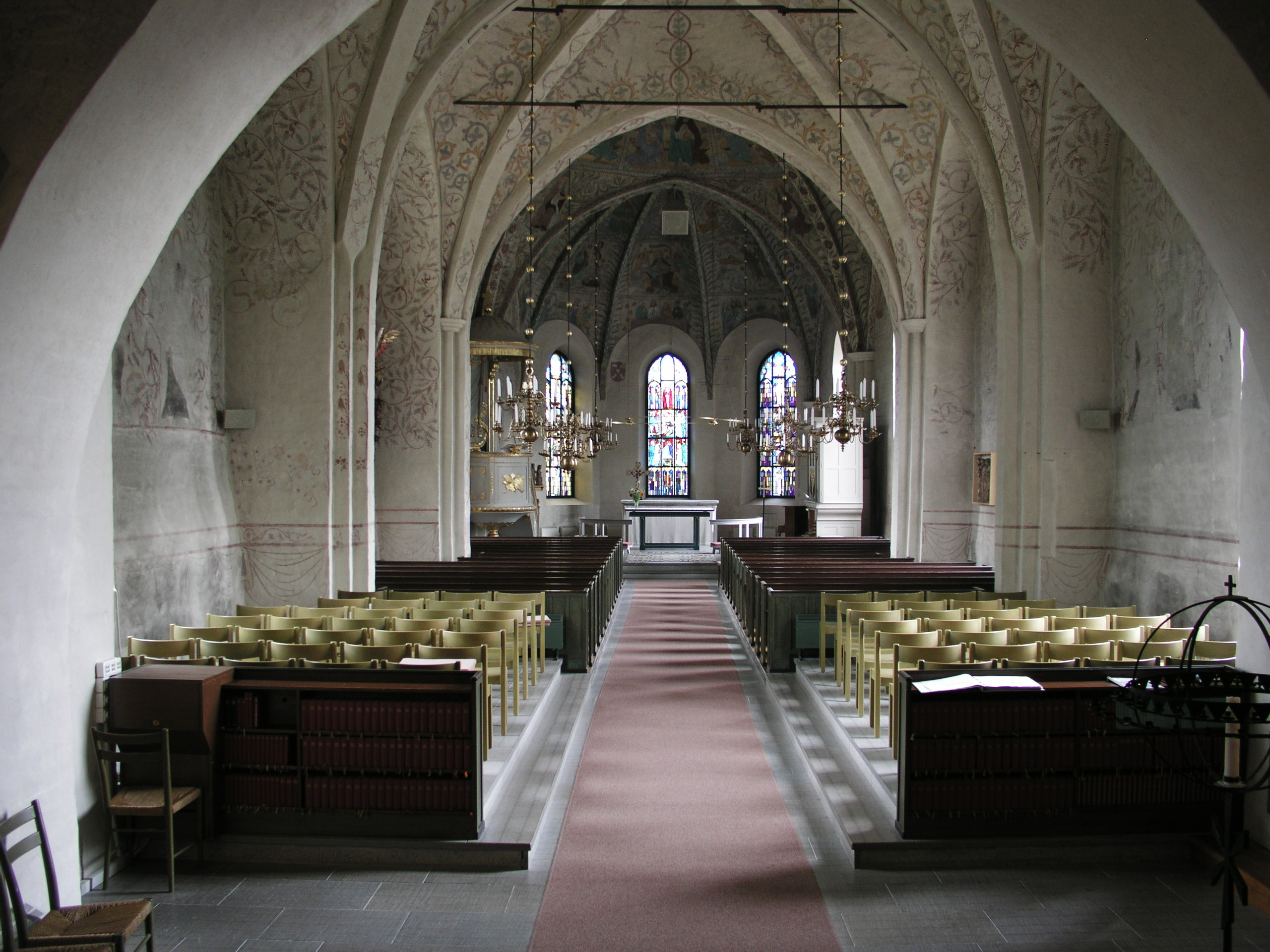
Interiör
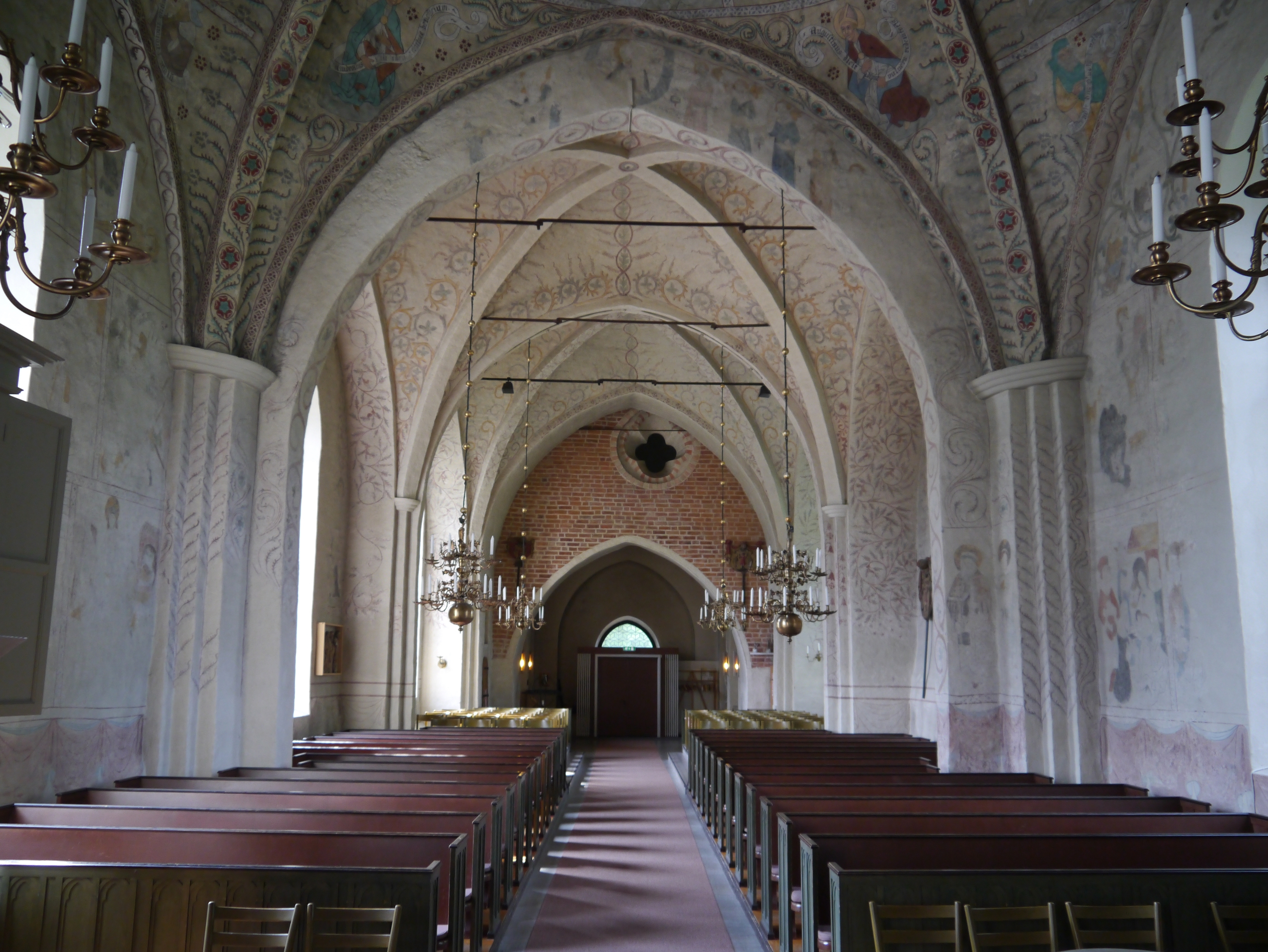
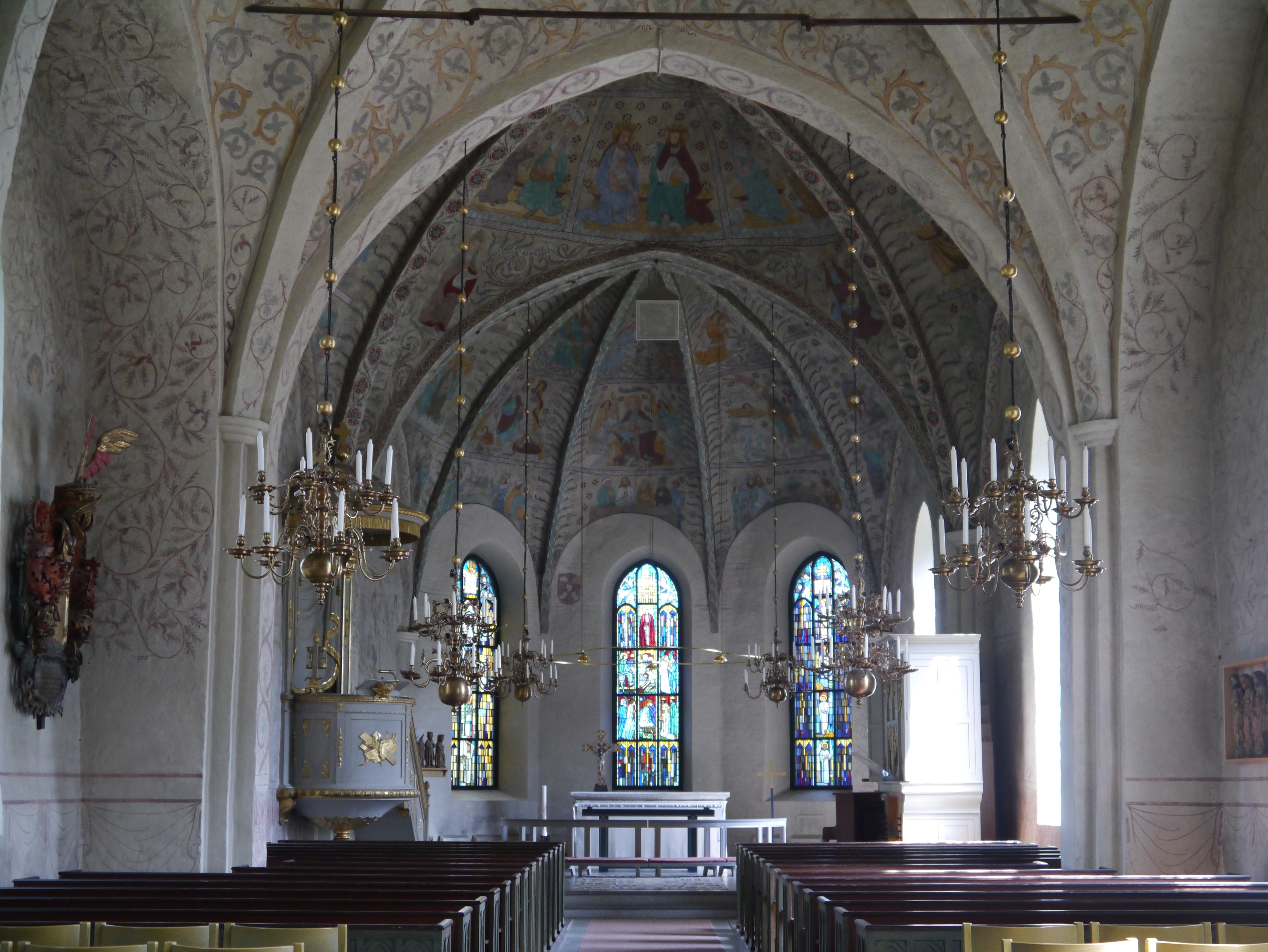
Koret
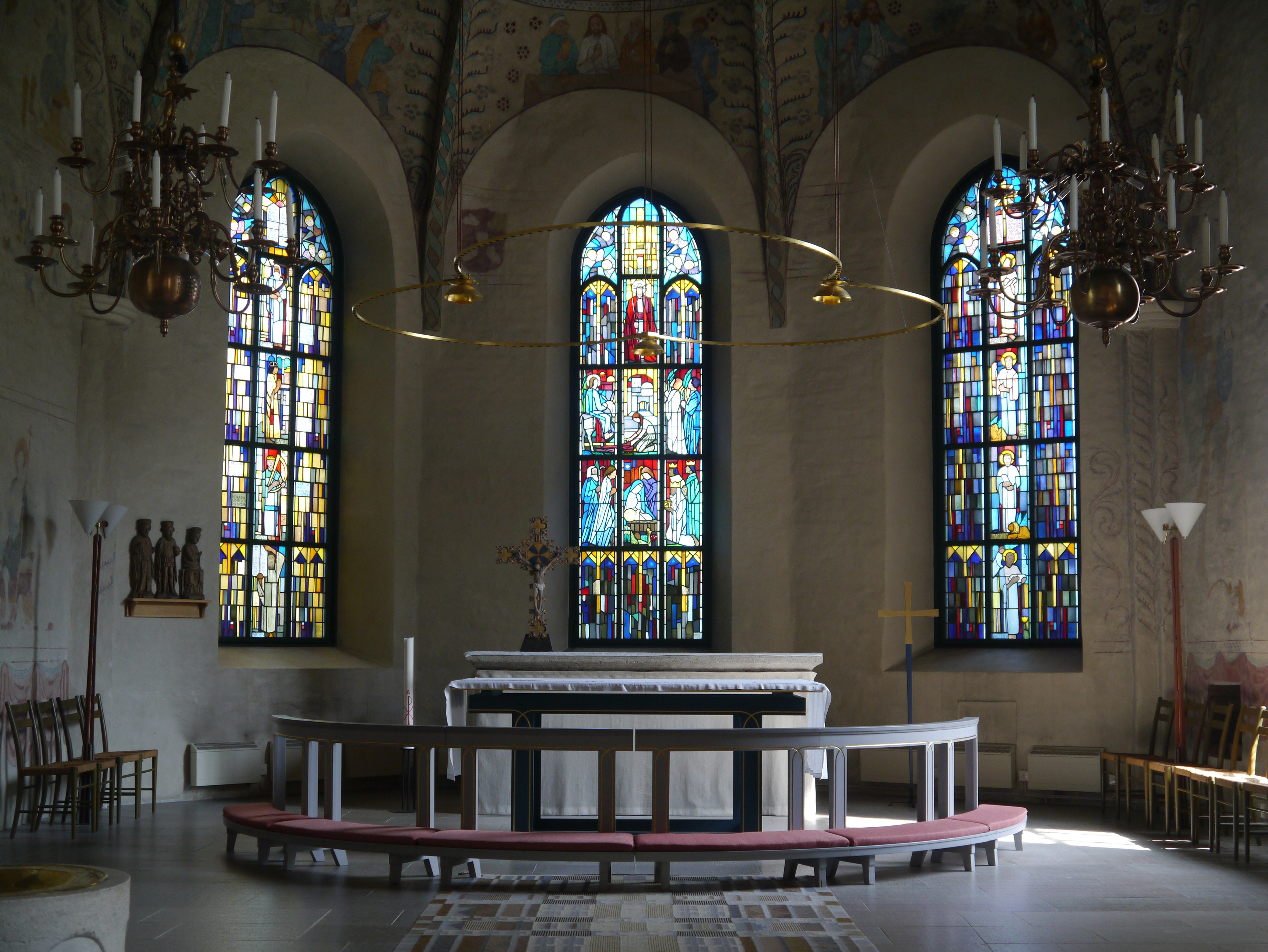
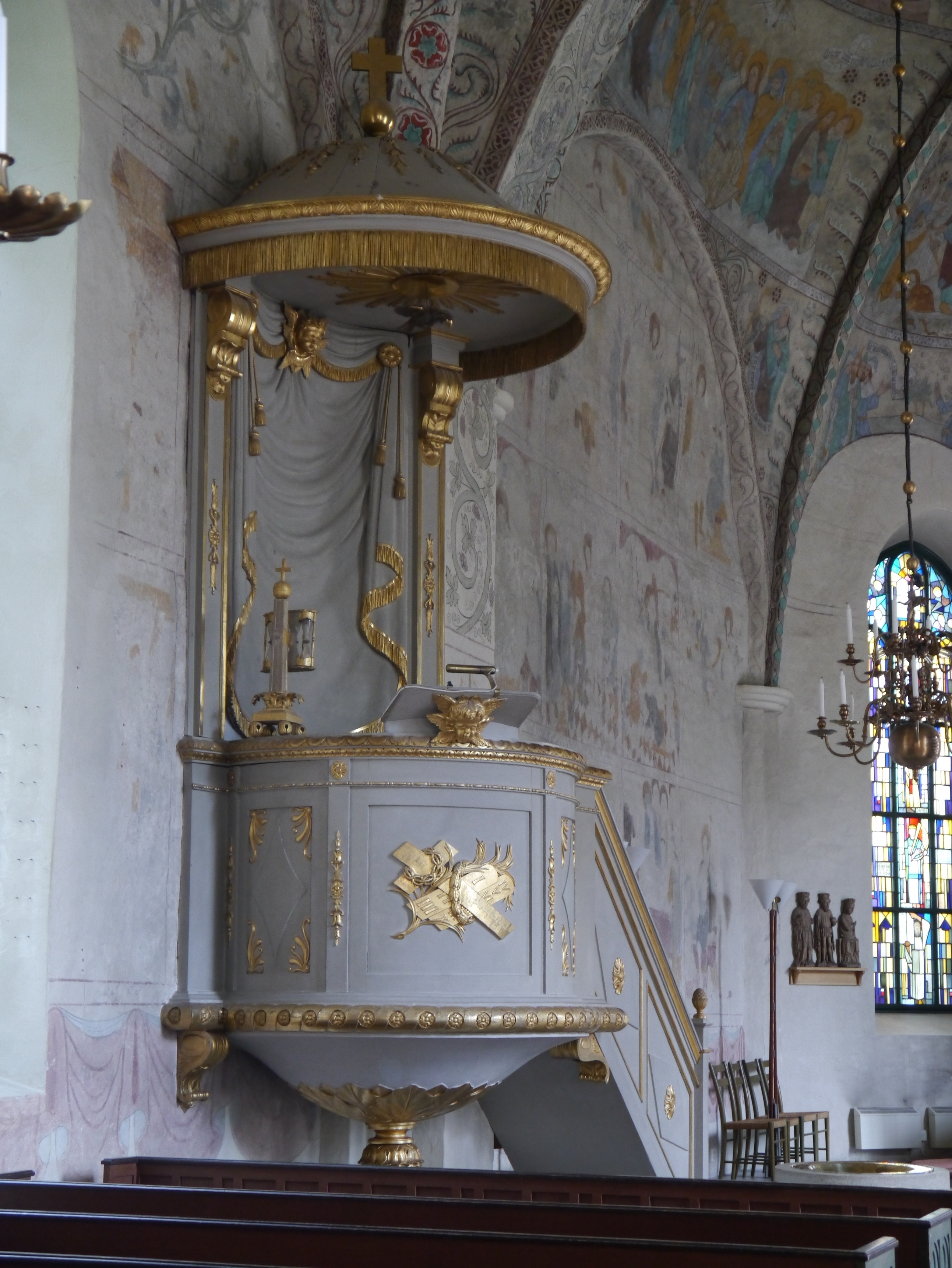
Predikstolen
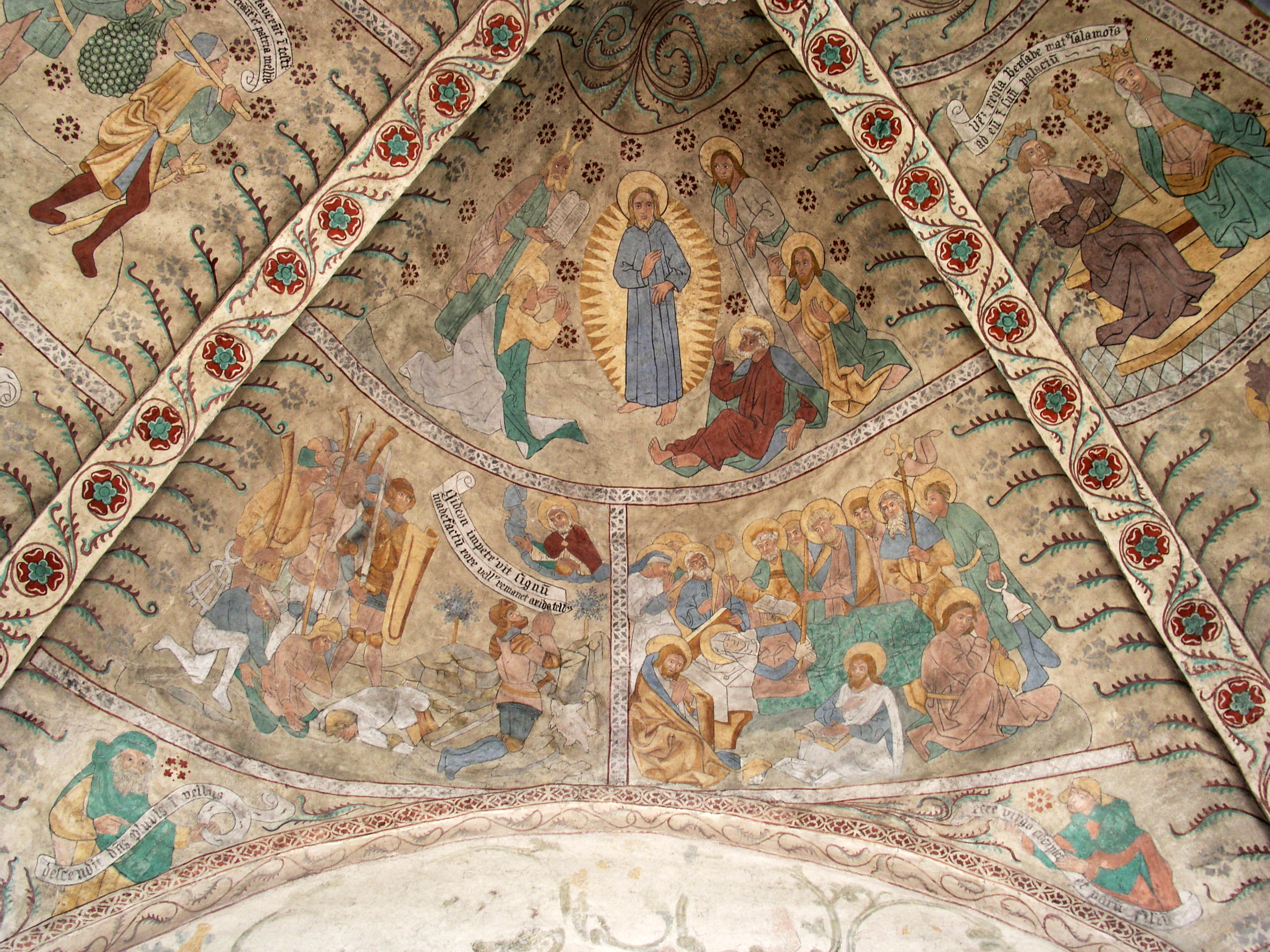
Målningar av Albertus Pictor
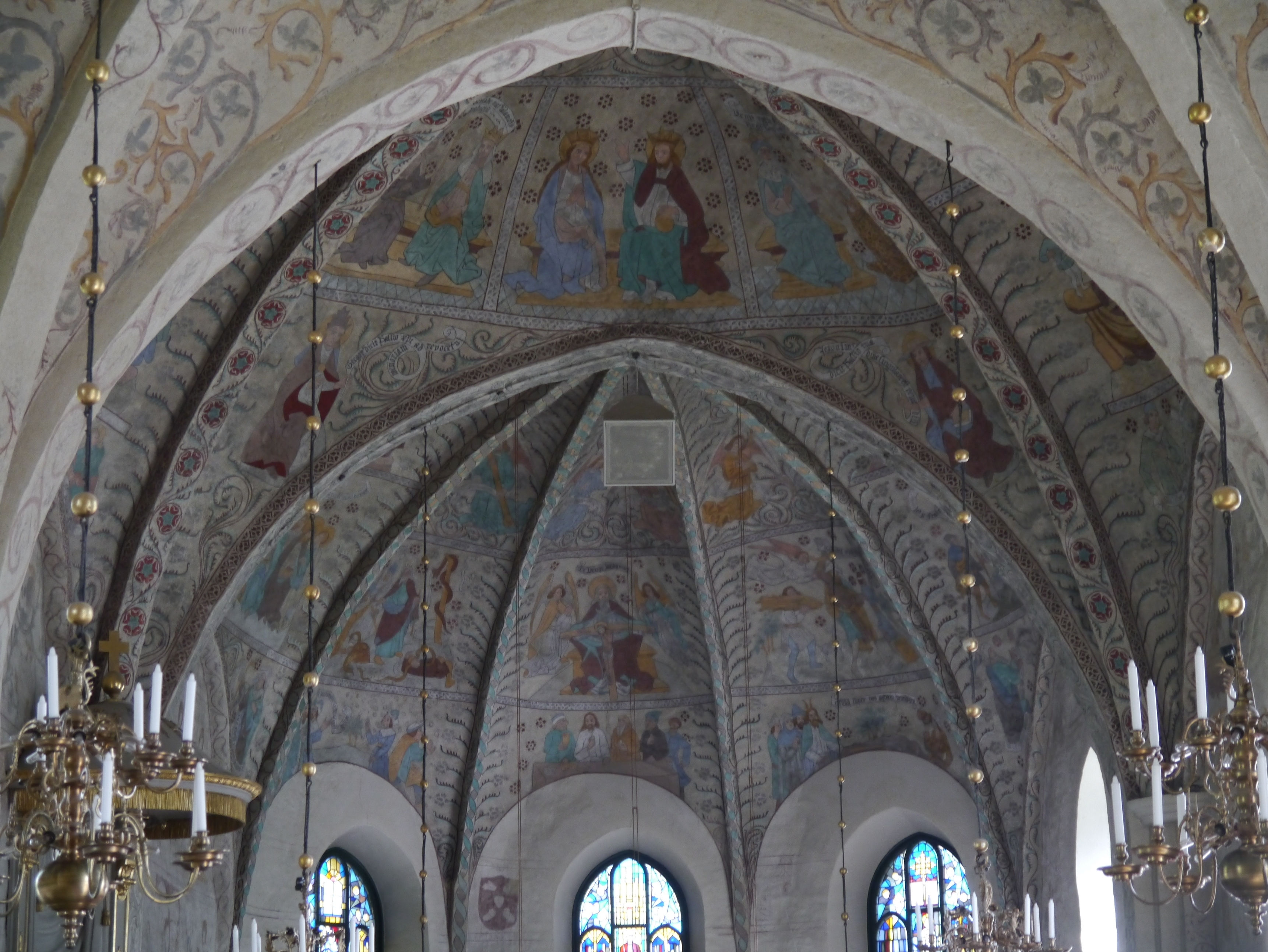
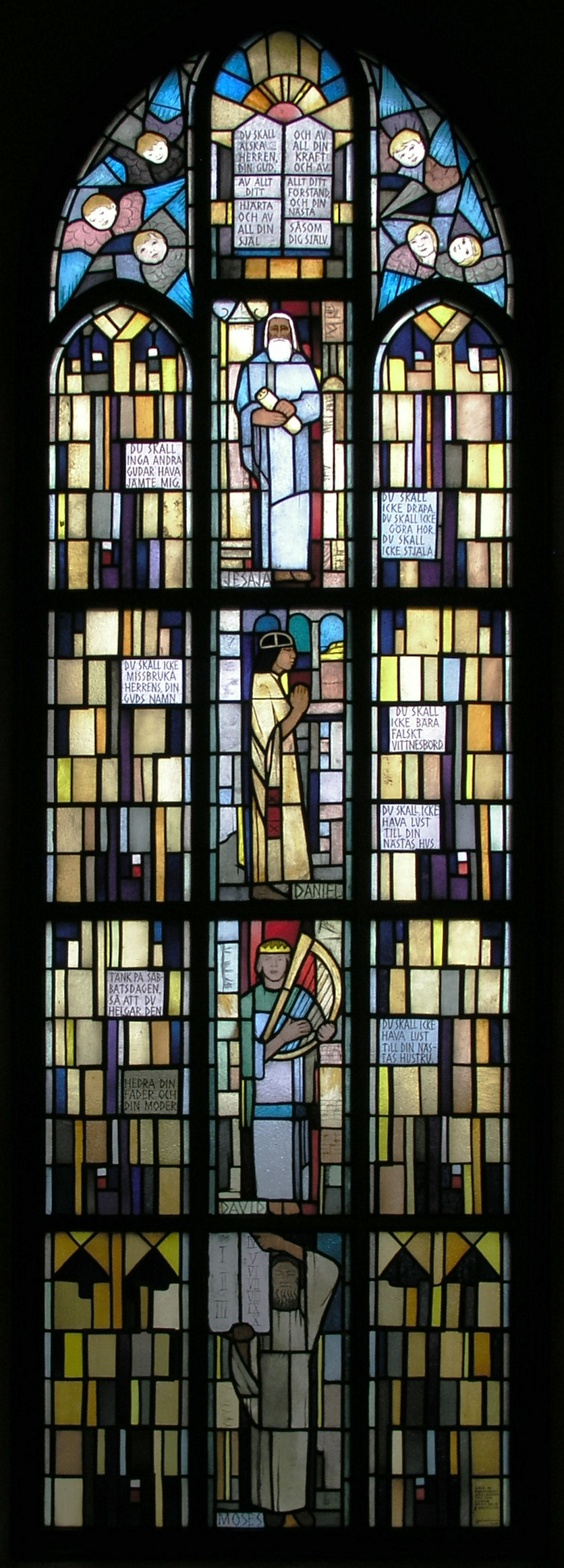
Kyrkfönster vid altaret
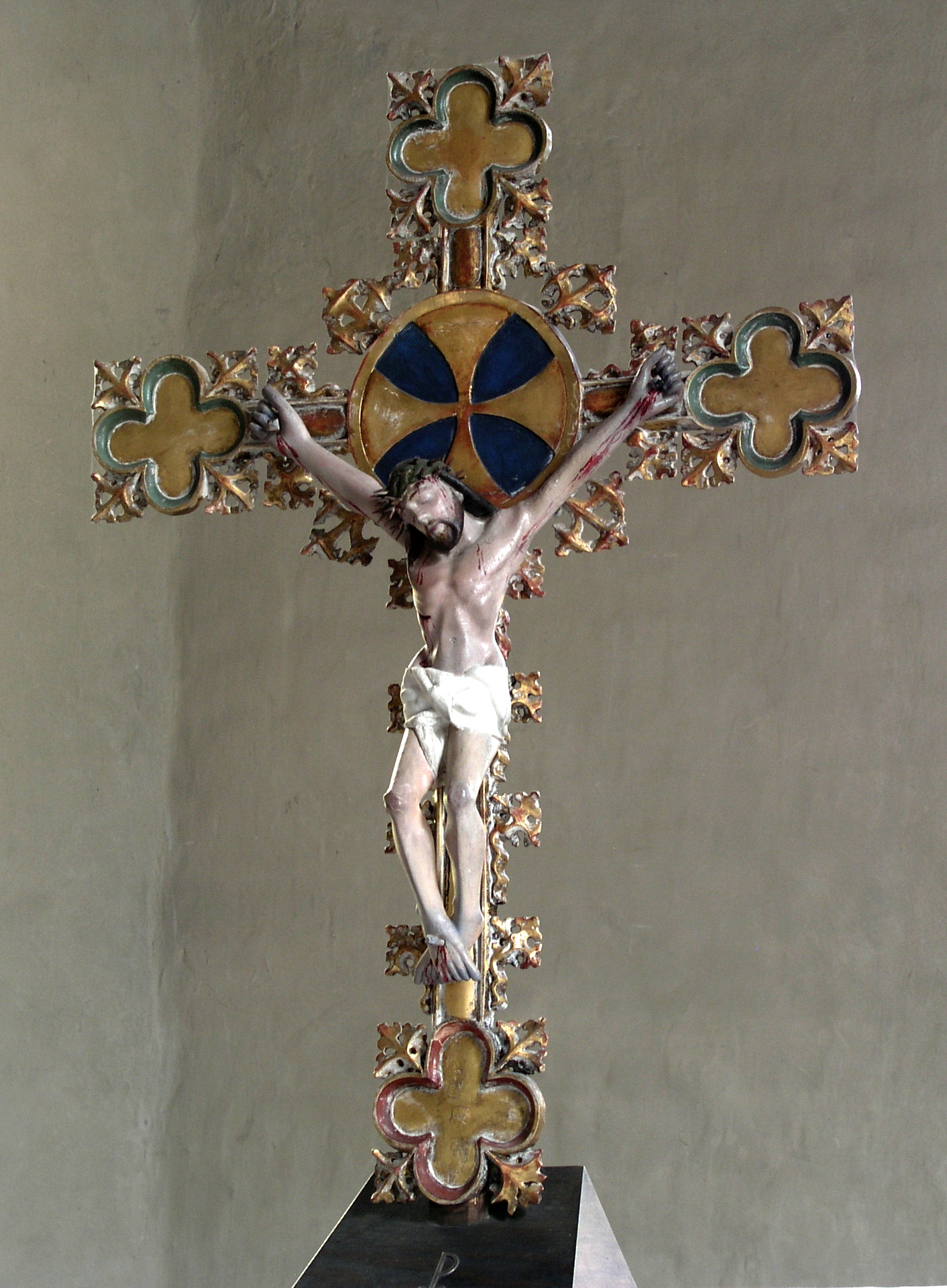
Krucifix